# هوارد فارمر
هوارد فارمر (بالإنجليزية: Howard Farmer)‏ هو لاعب كرة قاعدة أمريكي، ولد في 18 نوفمبر 1966 في غاري في الولايات المتحدة.

## وصلات خارجية
- هوارد فارمر على موقع دوري كرة القاعدة الرئيسي (الإنجليزية)
- هوارد فارمر على موقعبيزبول رفرنس.كوم (الدوري الرئيسي) (الإنجليزية)
- هوارد فارمر على موقعبيزبول رفرنس.كوم (الدوري الثانوي) (الإنجليزية)
- هوارد فارمر على موقع إي إس بي إن.كوم (أم.أل.بي) (الإنجليزية)
- هوارد فارمر على موقع مشجعي الرسوم البيانية (الإنجليزية)